# Patada

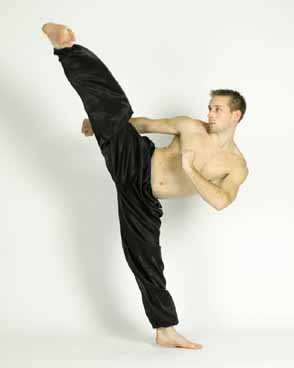
Patada lateral ejecutada por Steve Coleman

Una patada  es un golpe con el pie, la rodilla o la pierna. Como ataque se utiliza en  el combate cuerpo a cuerpo. Las patadas son, por lo general, más lentas que los puñetazos, aunque también son más fuertes que estos.

## Patadas básicas

### Patada frontal
(Front kick) En esta patada el usuario levanta la rodilla para agregarle poder a esta y luego patear con la planta del pie hacia el pecho, el cuello, el diafragma o la rodilla del adversario. También se suele utilizar el empeine del pie para golpear al mentón o a los genitales.

### Patada lateral

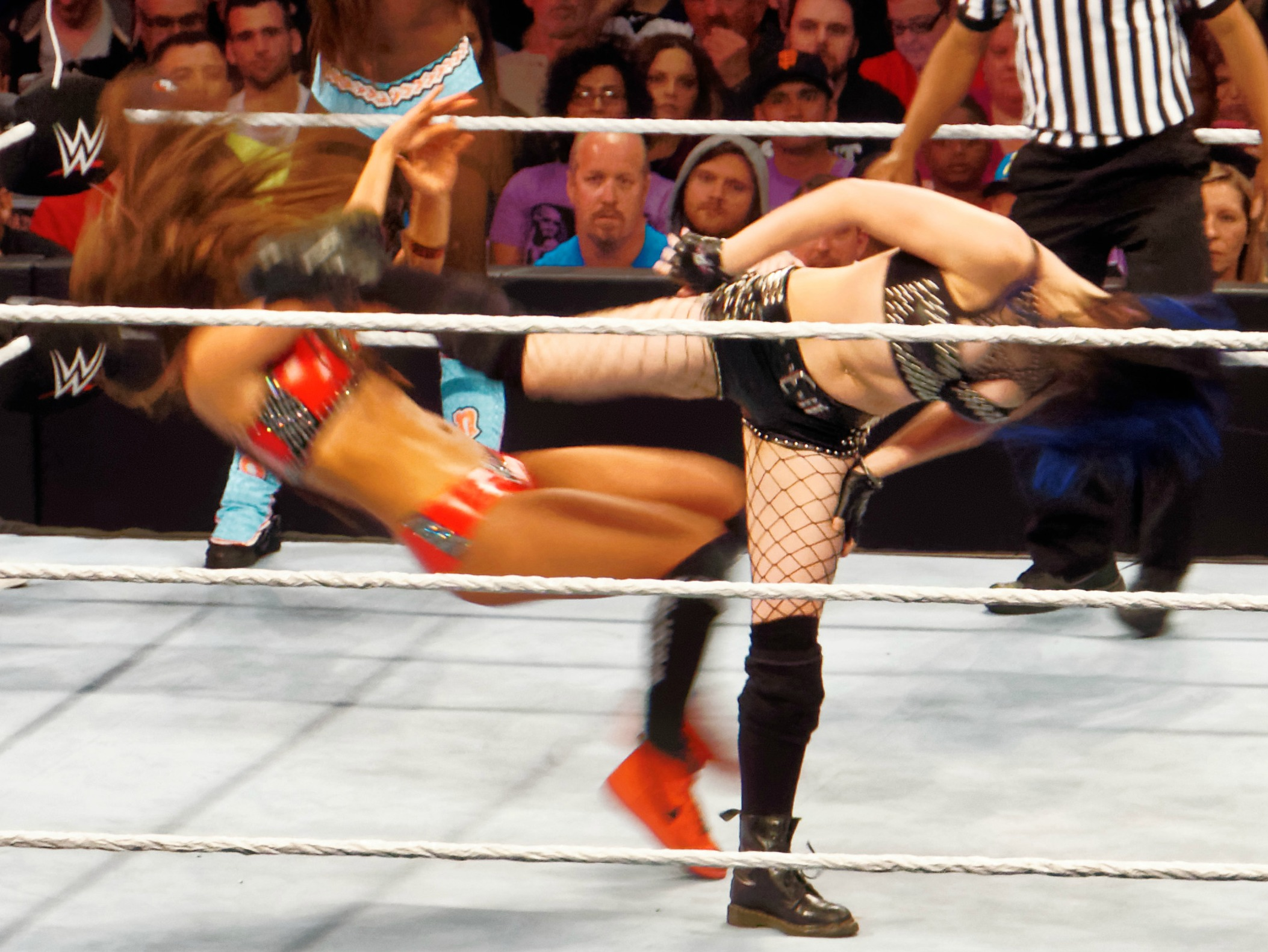
Paige, una luchadora profesional aplicando una patada lateral

(Side kick): Similar a la patada frontal, pero ésta se ejecuta de lado (con la cadera apuntando lateralmente hacia el oponente) y exclusivamente ingresando el talón. A pesar de lo que podría creerse, esta patada no está diseñada para empujar al oponente sino para causar lesiones, principalmente en la zona media del cuerpo.

### Patada trasera
(Back kick) o patada atrás: básicamente una patada lateral con giro. Se ejecuta girando el metatarso adelante para poder sacar el pie retrasado desde la espalda. Dependiendo del estilo de artes marciales, esta patada puede realizarse mirando o no al oponente (particularmente los practicantes de taekwondo y tae kyon no miran el punto que desean golpear, intentando apuntar al punto en el que se encontraba el adversario antes de que se ejecutase la patada, lo que la hace más potente y más rápida pero menos precisa y con menos posibilidades de corregirse en caso de fallar el ataque), y en algunos casos incorporando un ligero salto para agregarle potencia. Es comúnmente usada en sucesión de una patada sin giro o como contraataque, debido a que suele ser ligeramente más lenta que las patadas regulares.

## Patadas avanzadas

### Patada descendente
(Axe kick o hammer kick) En este ataque, el usuario alza su pierna hasta su máximo punto y la descarga bruscamente abajo para golpear con el talón (también es posible con el metatarso en caso de que se prefiera no causar lesiones serias al oponente) cualquier parte del cuerpo de su oponente que quede por debajo de él, generalmente el cuello o la cabeza después de haberle forzado a agacharse. Esta patada es muy común en el kárate, el Taekwondo, y algunos estilos de artes marciales del norte de China entre otros y es llamada kakato otoshi en japonés. Posee diversas variantes de ejecución, tales como sacando la pierna circularmente de dentro afuera, de fuera adentro, o verticalmente (característica del Tae Kwon Do, se necesita realizar un ligero salto adelante en el momento en que se va a levantar la pierna).

### Patada ascendente
(crescent kick) En esta patada, el usuario levanta la pierna completamente recta desde el suelo inclinándose un poco atrás para agregarle altura y potencia, con el objetivo de pegar a la barbilla

### Patada mariposa
(butterfly kick)

### Patada gancho

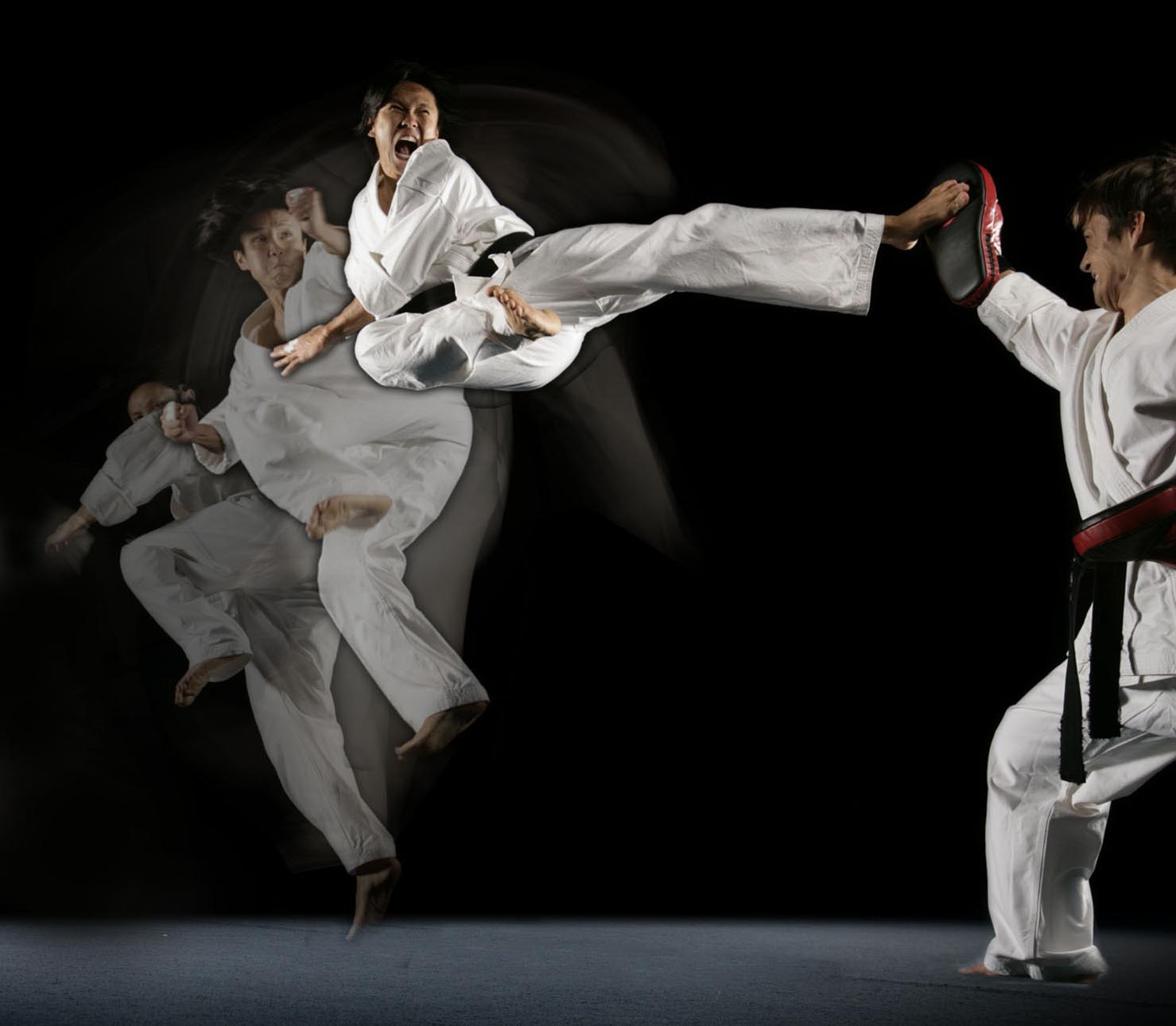
Steven Ho realizando una jumping spinning hook kick.

(Hook kick) o patada circular inversa: Se da un giro de 330 grados, mientras se efectua el giro (específicamente cuando se está de espaldas) se saca la pierna (la cual obtiene velocidad por la fuerza centrífuga del giro) y se levanta pegando con el talón hacia la mandíbula o el muslo del adversario
PDD:Si el giro es contrario al de las manecillas del reloj se patea con la pierna izquierda y viceversa.

### Patada semicurcular
(Semicircular kick) También patada circular de 45 grados. Patada de la categoría de las técnicas dichas circulares. Son ejecutadas con las caderas de frente por un movimiento pendular del miembro inferior alrededor de la cadera (movimiento de cierre del muslo sobre el tronco) quien puede combinarse una extensión viva de la rodilla. A la imagen de las patadas circulares, contempla habitualmente los objetivos laterales del cuerpo.

### Patada reverse roundhouse/heel kick
En Japonés, ushiro mawashi geri (後ろ回し蹴り?); en Coreano, bandae dollyo chagi (반대 돌려 차기), dwit hu ryo chagi, nakkio mom dollyo chagi o parryo chagi.
Esta patada también conocida como heel kick, reverse turning kick, reverse round kick, spinning hook kick, spin kick, o "wheel kick". Un low reverse roundhouse también es conocido como sweep kick. Esta patada tradicionalmente usa el talón para golpear con él. La pierna que patea viene de alrededor de la espalda del pateador y permanece recta, a diferencia de un saque de enganche inversa. Consulte más arriba para más información sobre las patadas de gancho. Existen variaciones de baja, media y alta altura. Spinning y saltando variaciones de la patada son también populares, y a menudo se exhiben en los medios de cine y televisión. Edson Barboza ejecutó la primera patada de ruedas para un nocaut en el UFC en UFC 142: Aldo vs. Mendes. Noqueó a Terry Etim 3:23 en el tercer asalto de su pelea
Una patada diferente que se nombra de manera similar también existe. Es, literalmente, una patada giratoria realiza girando como si por un Saque atrás y ejecutar una patada giratoria. Se le conoce como un  patada inversa  debido a que el pateador se convierte en todo lo contrario, o "marcha atrás", la dirección antes de ejecutar la patada. Esta patada golpea la bola del pie por el poder o la parte superior del pie para la gama. El tiro fue exhibido por Bruce Lee en numerosas ocasiones en sus películas Enter the Dragon, Fist of Fury y The Big Boss. Bill Wallace también fue un gran usuario de este retroceso, como se ve en su pelea con Bill Briggs, donde deja KO a su rival con la velocidad de reloj 60 saque mph. El gancho de Spin Kick Jump se popularizó a mediados de los años ochenta por Steven Ho en abiertas competiciones de artes marciales.
En formato olímpico (deporte) taekwondo, esta técnica se realiza con las bolas de los pies, y de manera similar a un back thrust, en lugar de la técnica circular adoptada en otros estilos / Artes marciales.

### Patada voladora

Una dropkick, la variante más común de patada voladora.

### Patada tijera
También conocido como "barrido en tijeras", consiste en una técnica de derribo en la cual el luchador se sujeta de la cervical del oponente desde un lado (utilizando un solo brazo)al tiempo que utiliza su pierna adelantada para "enganchar" a su oponente atrás. Simultáneamente, su otra pierna golpea el tobillo de su adversario generando una fuerza contraria (como una tijera)que lo envía al suelo. El ataque incluye una finalización en piso, la cual puede ser tanto una palanca (llave)dirigida al tendón de Aquiles o una barra de pierna (legbar).

### Patada vertical
En la patada vertical, el usuario dobla la rodilla contra el pecho y balancea la cadera arriba extendiendo la pierna afuera, golpeando de abajo arriba con el exterior del pie. Esta patada es bastante potente, y es llamada yoko ger keage en karate, así como sewo chagi en taekwondo.

### Barrido
(Sweeping): patada de barrido solamente sobre el zapatilla de boxeo (o el pie). Usualmente son ejecutados a ras de piso, tanto con el arco interno del pie (barrido interno)o con el talón (barrido externo), combinados con ayuda del brazo, o en movimientos más dinámicos como los barridos giratorios (tipo roundhouse-kick) y devueltos (tipo spinning hook-kick).

## Galería

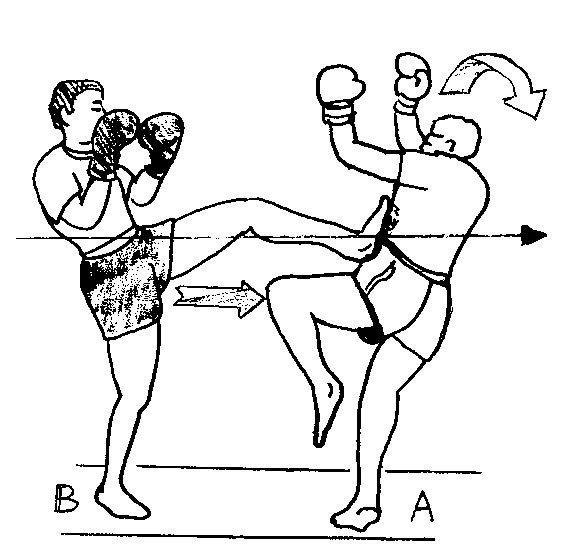
Patada frontal
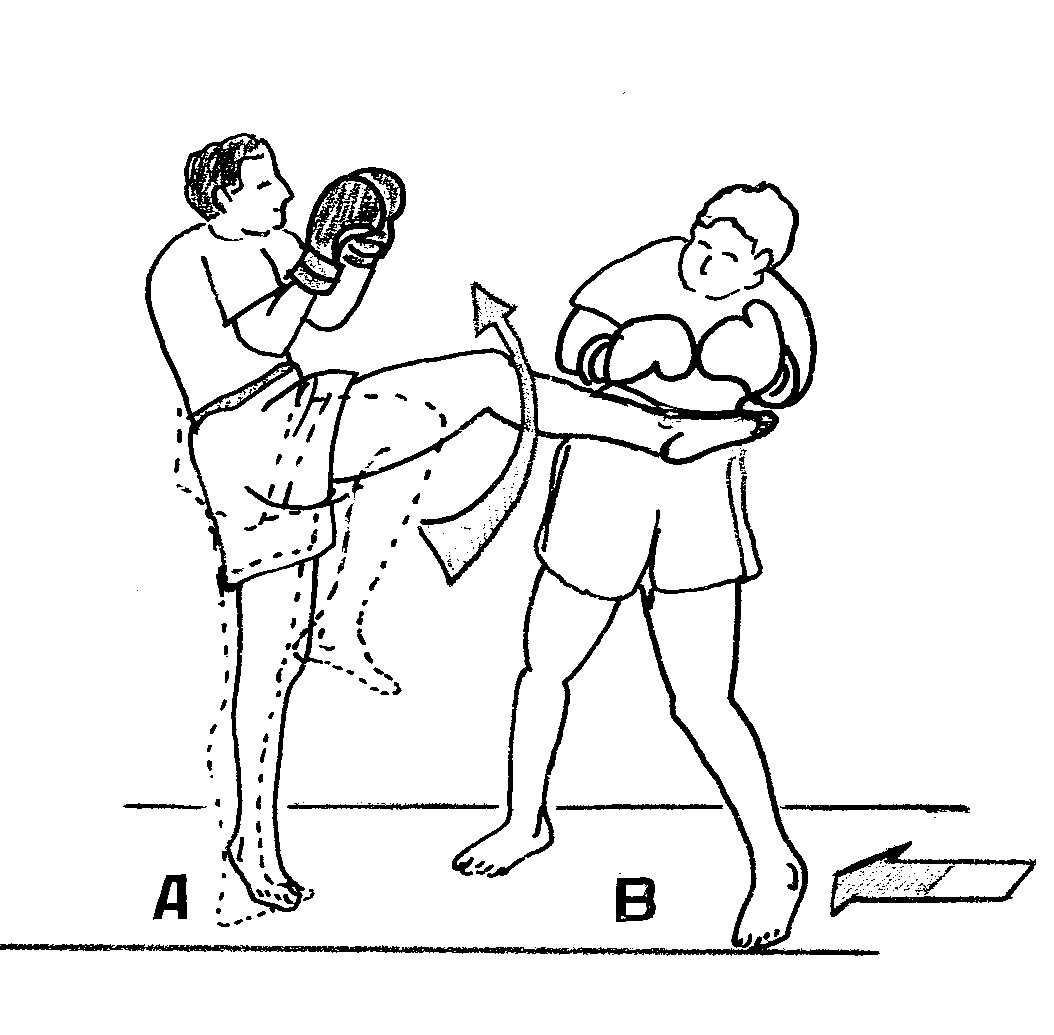
Patada semicircular
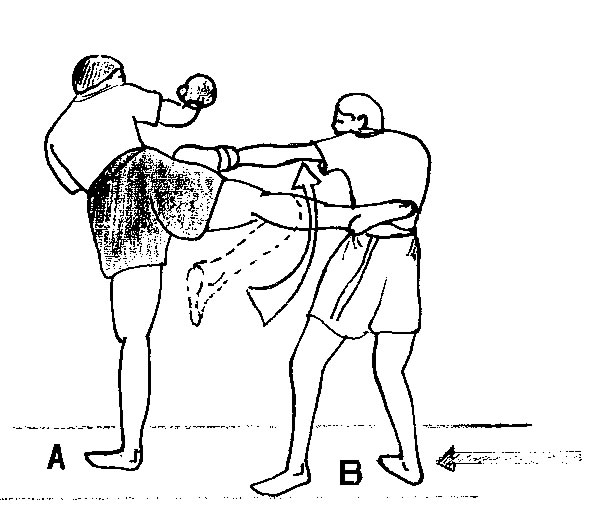
Patada circular
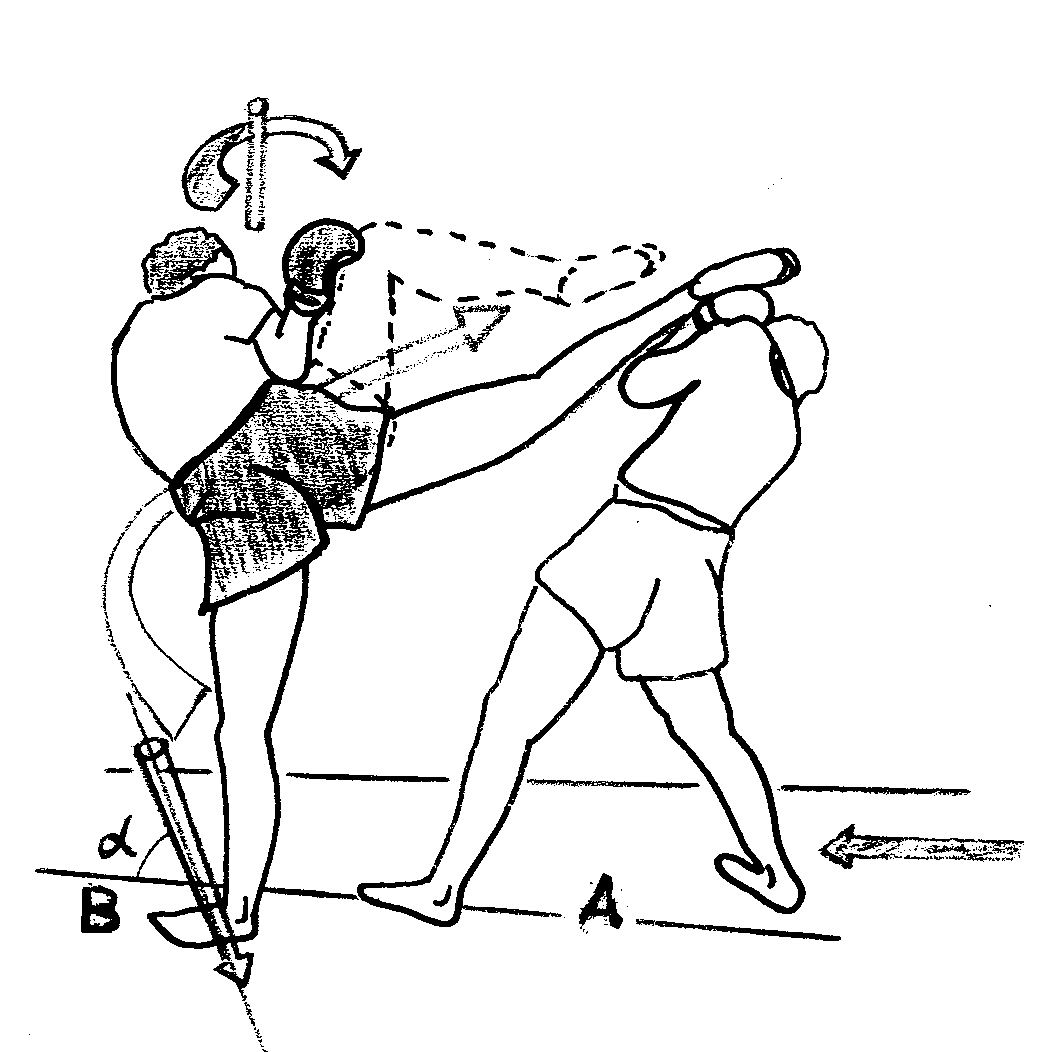
Patada de gancho
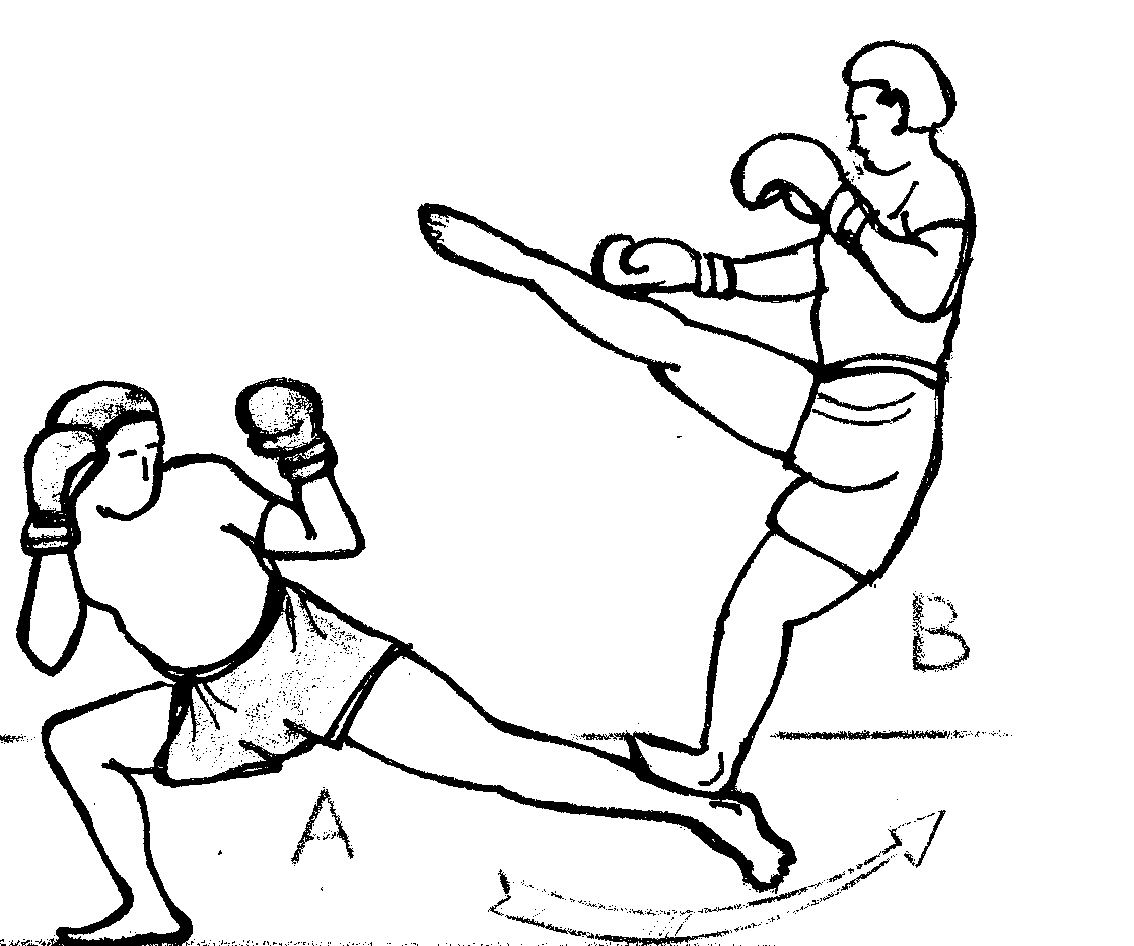
Barrido de tipo patada de gancho con giro)
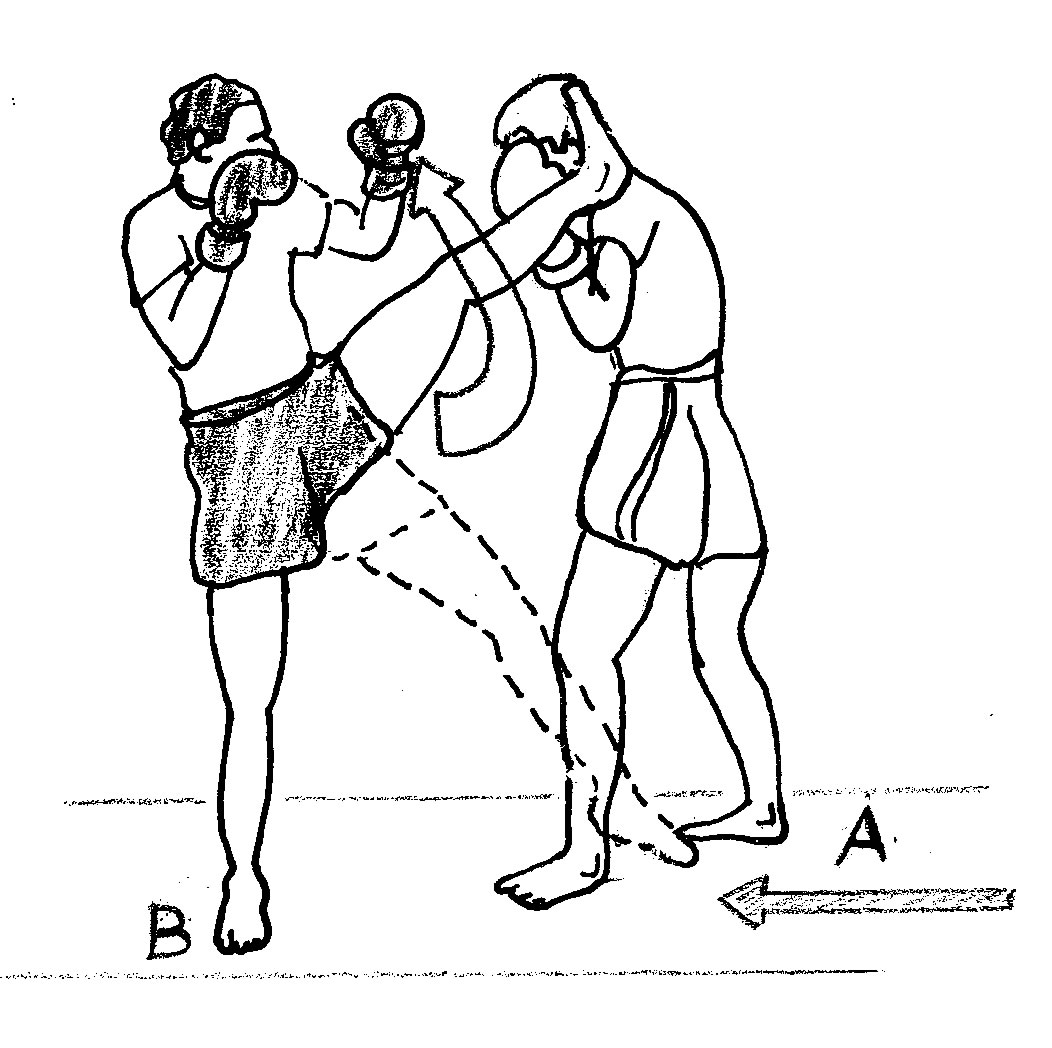
Patada ascendente
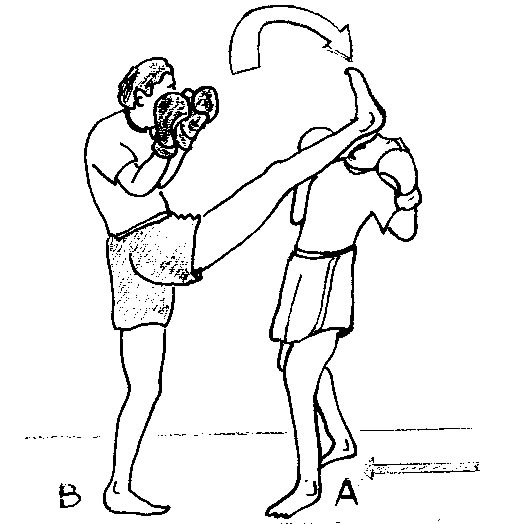
Patada descendente
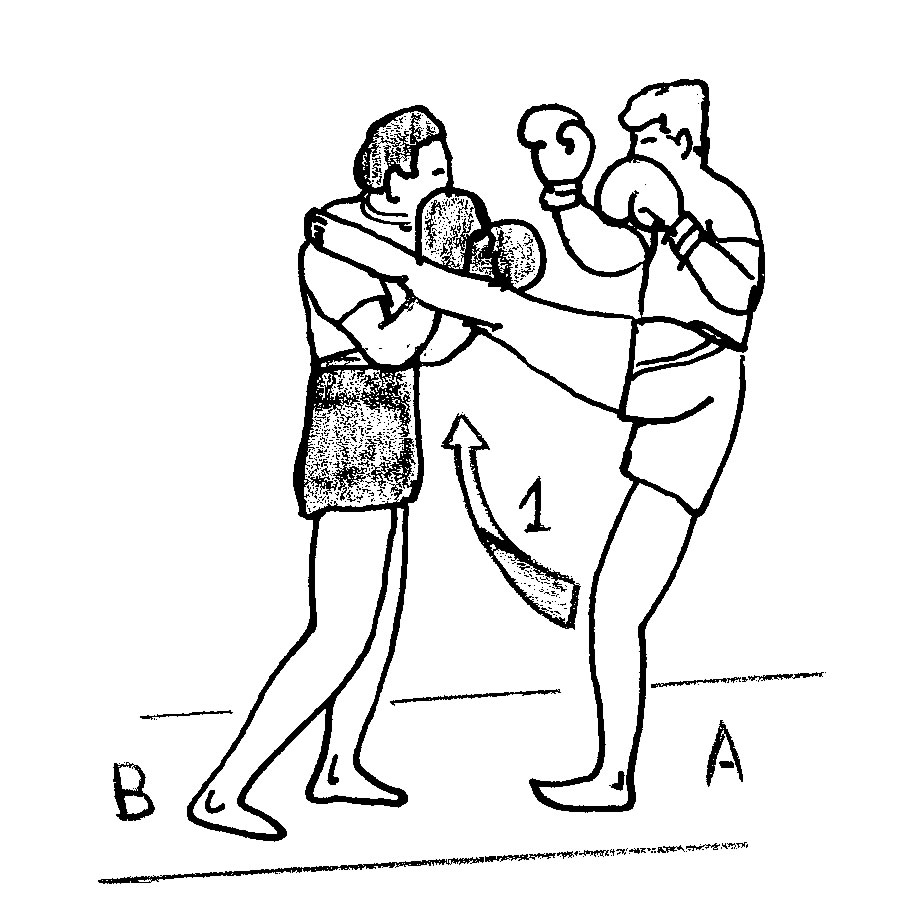
Patada de tipo palillo a distancia media
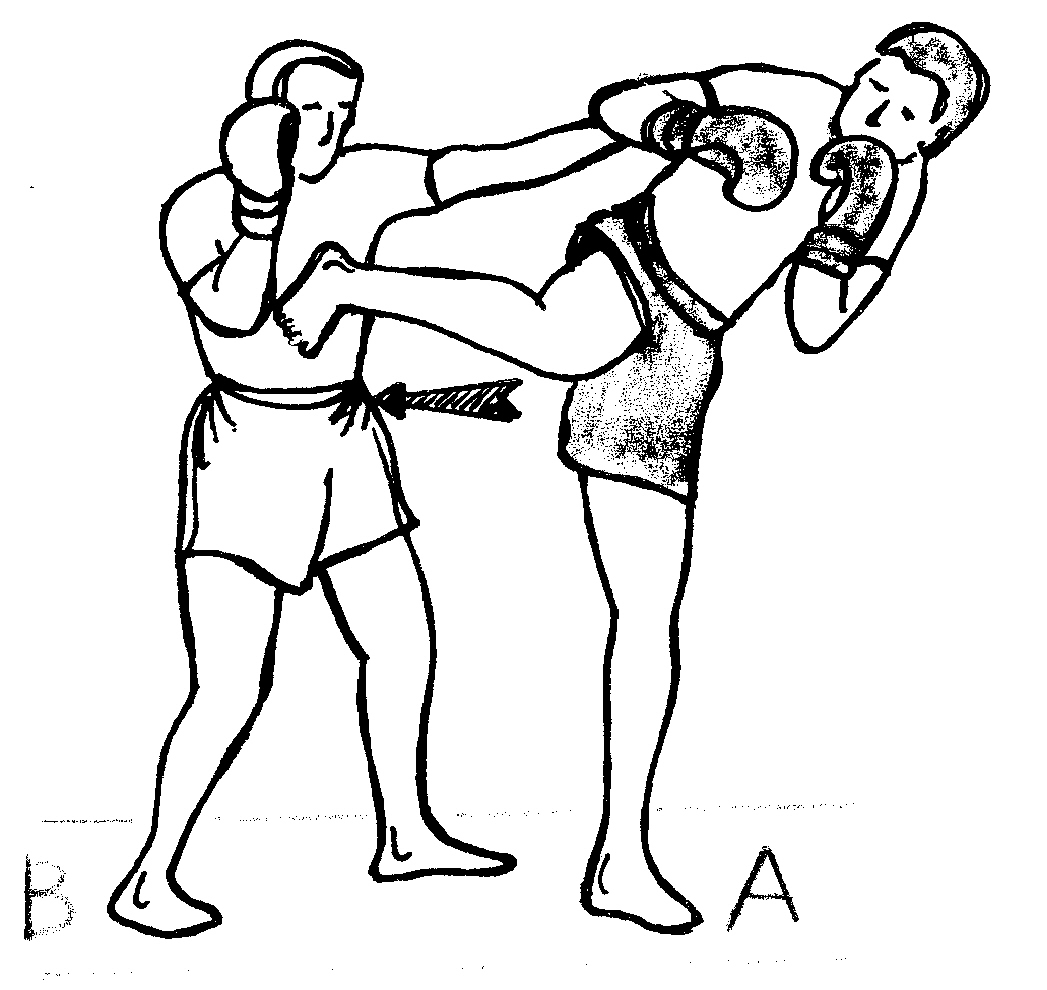
Patada trasera con giro en golpe de contra
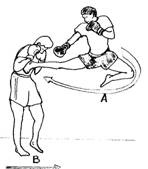
Patada lateral con salto
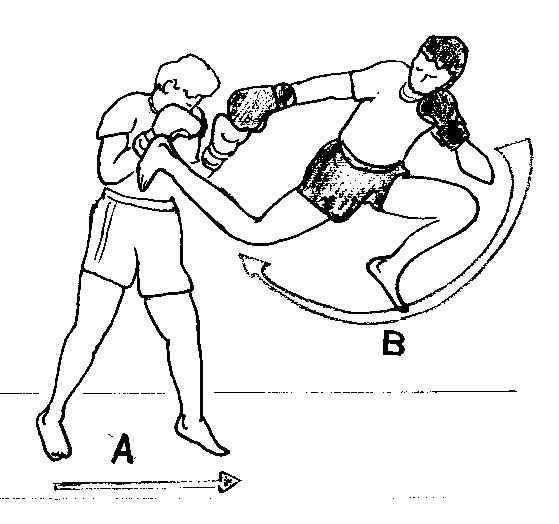
Patada trasera con salto)